# Жуков, Степан Иванович
Степан Иванович Жуков (1923—1997) — Гвардии майор Советской Армии, участник Великой Отечественной войны, Герой Советского Союза (1946).

## Биография
Степан Жуков родился 1 мая 1923 года в деревне Пуща (ныне не существует, находилась на территории современного Россонского района Витебской области Белоруссии). После окончания неполной средней школы работал в сельском хозяйстве, затем на цементном заводе. Совмещал работу с учёбой в Витебском аэроклубе. В июне 1941 года Жуков был призван на службу в Рабоче-крестьянскую Красную Армию. В 1942 году окончил Черниговскую военную авиационную школу пилотов. В 1943 году Жуков прошёл переобучение на штурмовик «Ил-2». С августа 1943 года — на фронтах Великой Отечественной войны. Принимал участие в боях на Центральном, Белорусском, 1-м Белорусском фронтах. Участвовал в Черниговско-Припятской, Гомельско-Речицкой, Рогачёвско-Жлобинской, Белорусской, Бобруйской, Люблин-Брестской, Варшавско-Познанской, Берлинской операциях.
К февралю 1945 года гвардии старший лейтенант Степан Жуков был заместителем командира эскадрильи 58-го гвардейского штурмового авиаполка 2-й гвардейской штурмовой авиадивизии 16-й воздушной армии 1-го Белорусского фронта. К тому времени он совершил 138 боевых вылетов на разведку, штурмовку и бомбардировку скоплений боевой техники и живой силы противника, его важных объектов и коммуникаций. В результате произведённых им штурмовок было уничтожено 10 танков, 60 автомашин, 20 полевых и зенитных орудий, 1 паровоз, 10 железнодорожных вагонов, 2 склада с боеприпасами, 1 склад горючего, а также более 100 вражеских солдат и офицеров.
Указом Президиума Верховного Совета СССР от 15 мая 1946 года за «мужество и героизм, проявленные при нанесении штурмовых ударов по врагу», гвардии старший лейтенант Степан Жуков был удостоен высокого звания Героя Советского Союза с вручением ордена Ленина и медали «Золотая Звезда».
Всего же за время войны Жуков совершил более 150 боевых вылетов. После окончания войны он продолжил службу в Советской Армии. Служил в ГСВГ, затем в Китае. В 1952 году Жуков окончил Высшие офицерские лётно-тактические курсы.
В 1955—1957 годах — командир звена 348-го ИАП 26-й ИАД 22-й воздушной армии (Карельская АССР).
В 1957 году в звании майора он был уволен в запас. Проживал сначала в Курске, затем переехал в Белоруссию, жил в Россонах, Полоцке. Умер в 1997 году.
Был также награждён тремя орденами Красного Знамени, двумя орденами Отечественной войны 1-й степени, орденами Красной Звезды и Славы 3-й степени, рядом медалей.